# Zihan Ling
Ling Zihan (凌子涵; nascida em 1987) é uma executiva e empresária chinesa. Em 2015, ela fundou a TechBase, uma empresa de Pequim projetada para incentivar as mulheres a criar empresas de tecnologia online, as primeiras do gênero na China. Ela foi selecionada pela BBC como uma das 30 jovens empresárias de todo o mundo destacadas pela iniciativa "30 Under 30". E também como muma das 100 Mulheres mais inspiradoras do mundo (BBC).

## Biografia
Depois de se formar na Escola de Governo da Universidade de Pequim (China), em 2008, Ling Zihan obteve um mestrado em negócios internacionais na Universidade da Flórida (Estados Unidos), em 2009, antes de se tornar um estudante de intercâmbio na Emlyon Business School em Lyon (França). Posteriormente, trabalhou em marketing e gestão estratégica em várias empresas chinesas, incluindo Changyou e Baidu. Ela se tornou um membro importante da Lean In Beijing, uma fundação criada por Sheryl Sandberg para capacitar jovens mulheres profissionais. Ao contribuir para um projeto de mentoria, ela descobriu que muitas mulheres formadas estavam interessadas em iniciar negócios online. Como resultado, ela fundou a TechBase, onde as mulheres pudem desenvolver seu potencial tecnológico.
Um dos principais problemas das mulheres jovens era que tinham menos probabilidades do que os homens de obter financiamento inicial. Ela percebeu que, a menos que se tornassem proficientes na internet, seu futuro estaria em risco. Ao fundar a Techbase, em 2015, organizou imediatamente “Her Start Ups”, uma competição empreendedora que atraiu quase 100 equipes participantes para a qual conseguiu obter apoio financeiro e técnico através de visitas a empresas. Ela conseguiu levantar 50 milhões de yuans (US$ 7,7 milhões) em capital de risco.
A empresa tem agora laços com mais de 50 empresas de investimento e organizações de serviços prontas para ajudar as mulheres a iniciarem os seus próprios negócios. Em junho de 2016, a bem-sucedida competição "Her Startup" de 2015 estava programada para ser repetida em Pequim, bem como em outras grandes cidades chinesas.

## Prêmios e reconhecimento
- 2015, "30 Under 30" da BBC, que destacou mulheres empreendedoras de sucesso.[3]
- 2015 - empreendedoras sociais asiáticas "30 Under 30" da Forbes.[6]
- 2015 - BBC 100 Mulheres.[4]